# German
German je kultovní hliněná figurína ve folklóru východního Srbska a severního Bulharska. Byla využívána při přivolávání deště a to buď vhozením do řeky, nebo naopak pohřbením do suché země. Jeho obdobou je východoslovanský Jarilo, Kostroma a Kupalo, ale také rumunský Kalojan, všechny tyto postavy jsou také rituálně pohřbívány.
Ruský archeolog Leo Klejn Germana vykládal jako zpodobnění Peruna. Naďa Profantová jej označuje za chtonické božstvo a jeho jméno považuje pravděpodobně za pozdní a neslovanské, podle Zdeňka Váňy je thráckého původu.